# さとう珠緒
さとう 珠緒（さとう たまお、1973年〈昭和48年〉1月2日 - ）は、日本の女優、タレント。本名：佐藤 珠緒（読み同じ）。血液型：A型。現在はライトハウスと業務提携。千葉県船橋市出身。武蔵野外語専門学校卒業。愛称は、たまちゃん。

## 来歴
1988年、高校1年生の時、第2回ミス・アクション・オーディションで準グランプリを受賞。本名の「佐藤珠緒」で活動するが、学業を優先するため数ヶ月で活動を休止。
1991年、ヤンタン茶屋町学園おちゃめ組2期生で準グランプリを受賞。これを機に本格的な芸能界活動を開始。同年、不思議な幻燈館第19話にエキストラ出演。
1992年〜1993年、「桜珠緒」の芸名で雑誌『すっぴん』でグラビアモデルとして活動。
1993年、TBCの夏キャンペーン・キャラクターを務める。このころより芸名を「珠緒」とする。
1995年、テレビ朝日系のスーパー戦隊シリーズ『超力戦隊オーレンジャー』に丸尾桃（オーピンク）役でレギュラー出演し人気を博する。同番組終了後より現在の「さとう珠緒」へと改名。近年も時折、特撮番組や特撮雑誌のインタビューに答えている他、特撮イベントにも参加している。
1996年、『出動!ミニスカポリス』の初代ポリスとして活動。
1997年には社団法人日本雑誌協会より、第35回ゴールデン・アロー賞の放送新人賞を受賞。
1998年、ドラマ『走れ公務員!』で連続ドラマ初主演。

## 人物
- 兄がいる[10]。
- かつて『スーパー競馬』に出演していたこともあり競馬に詳しい。好きな競走馬はスペシャルウィーク[11]。競馬ムック『POGの達人』シリーズ（光文社）では毎年誌上ペーパーオーナーゲームに参加しており（2011年まで）、その際もスペシャルウィーク産駒を固め打ちで指名するのが恒例となっていた。
- 目をウルウルさせて人を見つめる癖がある（当人の弁によれば近視によるもの）。こうした言動をお笑い芸人の長井秀和が「ぶりっ子」としてネタにした影響もあり、2004年・2005年に『週刊文春』の「『女が嫌いな女』1000人アンケート」で2年連続1位に選ばれた[12]。しかしこのマイナスイメージを逆手に取り活動はさらに活発化、過剰なぶりっ子を演じるキャラで活躍している。その一つとして、怒りを表すのに、両手を拳にして自分の頭の上に持っていきながら「ぷん! ぷん!」と言うのが決まり文句となっている。
- かつては料理が苦手で、『愛のエプロン』では数々の迷料理・珍料理でジャッジマンを苦しめ、2003年9月の特番ではワーストエプロン大賞グランプリを受賞してしまった[13]。同番組では、生きたドジョウをさばいた際には生きたまま鍋の中に入れて茹でたり、生きたうなぎの入った水槽にしょう油をかけた後、しょう油を入れた鍋で丸ごと煮込むなど、残酷な行動に出ることも多かった。深夜時代には一度だけ奇跡的に特エプをとったこともある。ただし同番組が水曜19時の枠に移行してからは、料理の腕を上げている。得意料理はカレーライス、好物は茶碗蒸し、タン塩、海藻系の料理など。
- 母親が岩手県花巻市出身という縁があり、岩手県が提唱する 銀河系いわて大使 の一人である。
- 活動初期はマイペースに仕事をしていたが、叔母からそのまま芸能界を続けていてはだめだと言われ、人気が出なければ辞めることを誓った[6]。そんな中で挑んだ『超力戦隊オーレンジャー』のオーディションでは、アクションに備えて空手をやっていた知人から型を教わっていたが、最終オーディションは質問だけで終わってしまい披露する機会を得られなかった[2][6]。マネージャーと一緒に落ち込むが、再びオーディション会場に向かいプロデューサーにもう一度やらせてもらえるよう直談判したところ、合格であることを告げられ号泣しながら帰ったという[2][6]。

## 出演

### テレビドラマ
連続ドラマレギュラー
- 超力戦隊オーレンジャー（1995年3月3日 - 1996年2月23日、テレビ朝日） - 丸尾桃 / オーピンク
  - 第19話 - 桃の先祖 役
- NHKドラマスペシャル「恋愛キャリア活用会社」（1997年7月、NHK総合）
- 東京龍 TOKYO DRAGON（1997年、NHK BS）
- 水曜劇場「恋はあせらず」（1998年4月 - 6月、フジテレビ） - 大沢千晶 役
- お熱いのがお好き?（1998年7月 - 9月、日本テレビ） - 青柳桃子 役
- 走れ公務員!（1998年10月 - 12月、フジテレビ） - 一ノ瀬渚（主演） 役
- 金曜時代劇「スキッと一心太助」（1999年10月 - 2000年3月、NHK総合）
- 探偵 左文字進 第1作 - 第8作（1999年11月 - 2003年9月、TBS） - 麻生史子 役
- お見合い結婚（2000年1月 - 3月、フジテレビ） - 河合ミカ 役
- つぐみへ…〜小さな命を忘れない〜（2000年7月 - 9月、テレビ朝日） - 菅沼涼子 役
- 共犯者（2003年10月 - 12月、日本テレビ） - 渡辺由梨 役
- ナースマンがゆく（2004年10月 - 12月、日本テレビ） - 石川さくら 役
- 横浜見聞伝スター☆ジャン（2013年10月12日 - 12月28日、tvk） - 星乃涙（ルイ） 役
  - 横浜見聞伝スター☆ジャン Episode:2（2016年4月24日 - 6月26日、tvk）[14]
  - 横浜見聞伝スター☆ジャン神 最終話（2019年3月30日） - 川（セン） 役
- 白鳥麗子でございます! （2016年1月 - 3月、メ〜テレ） - 白鳥華子 役
- コールミー・バイ・ノーネーム（2025年2月、MBS） - 橋立天 役

単発ドラマ、特別出演など
- ラブジェネレーション 第4話（1997年10月 - 12月、フジテレビ）
- 金曜エンタテイメント（フジテレビ）
  - ナースな探偵シリーズ（1997年10月 - 2000年4月） - 近江花絵（準主演） 役
  - 1996年度第42回江戸川乱歩賞受賞作品ドラマ「左手に告げるなかれ」（1997年12月） - 森村あかね 役
  - 超人気ヘアサロンでシャンプー待ちの女が死体に!（1998年4月）
  - 安岡課長の殺人会議 -リストラまで30日-（1999年9月） - 安岡志穂 役
- 月曜ドラマスペシャル（※2001年4月以降は月曜ミステリー劇場に枠名変更し継続）（TBS）
  - 西村京太郎サスペンス「探偵 左文字進」シリーズ（1999年11月 - 2003年9月、テレパック） - 探偵助手・麻生史子 役
  - おばさん会長・紫の犯罪清掃日記!ゴミは殺しを知っているシリーズ（2000年5月 - 2010年2月1日） - 花巻奈々子役
  - 冠婚葬祭探偵（2007年11月26日、TBS系 月曜ゴールデン） - 飛田寿恵 役
  - 内田康夫ミステリー「信濃のコロンボ3 追分殺人事件」（2000年6月） - 丸岡一枝 役
- 艶姿!ナニワの光三郎七変化（1997年10月、関西テレビ）
- ママチャリ刑事 第6話（1999年1月 - 3月、TBS）
- バカヤロー!1999 ニッポン人の怒り爆発 ストレス解消3連発 第2話「セクハラでから騒ぎするな!」（1999年9月26日、日本テレビ） - 町子（主人公の恋人） 役
- 美容エステ探偵 悪魔のフィアンセ（2000年6月、フジテレビ） - 酒井有希（ダブル主演） 役
  - 美容エステ探偵2（2001年8月、フジテレビ）同上
- zap Entertainment!「おれ、ぼく、あたし。」 （2001年1月、WOWOW） - 高木優 役
- 土曜ワイド劇場（テレビ朝日系）
  - 巡査鉄兵の推理日誌2 -多数決の殺人目撃者 4対1の謎! 高層マンションのエレベーターに殺意の超絶トリックが…-（2001年8月）
  - 松本清張没後10年記念企画「黒の奔流」（2002年9月28日） - 阿部千鶴 役
  - キレイになりたい! 美容外科医の事件簿
  - おとり捜査官・北見志穂 Special 妖しい傷跡の死美人“幸福の花嫁”連続殺人事件
  - 温泉若おかみの殺人推理18 -出雲〜玉造温泉縁結び連続殺人!!-（2007年4月14日） - 戸田佐和子 役
  - 法医学教室の事件ファイル26 -豪華クルーザー殺人パーティー!-（2008年5月10日） - 寺口由香 役
  - 鉄道捜査官9 -会津鉄道、車窓に広がる殺人風景!-（2008年10月11日） - 今中みゆき 役
- 明後日まで待てない! 東京ディズニーシーすべて見せます!（2001年9月2日、テレビ東京）
- 女と愛とミステリー（テレビ東京）
  - 伊豆・天城越え殺人事件（2001年12月）
  - 大和路殺人事件（2002年3月） - ヒロイン 役
  - 天竜・伊那殺人渓谷（2003年8月） - ヒロイン 役
- ウルトラQ dark fantasy 第9話（2004年6月、テレビ東京） - 大島浩子 役
- ラーメン発見伝（2004年10月、日本テレビ） - 客人 役
- 小悪魔な女になる方法（2005年9月、関西テレビ） - 鈴木花緒 役
- だめんず・うぉ〜か〜 第6話（2006年10月 - 12月、テレビ朝日） - 早乙女ゆり子 役
- 天才てれびくんMAX★大迷宮冒険記（2007年8月、NHK教育） - 赤ずきん（本名 = アオイミドリ）役
- 火曜サスペンス劇場（日本テレビ）
  - 15年目の夏
  - 産婦人科医・南雲綾子2
  - 眠らない電話
  - 6月の花嫁2005「四重奏」（2005年6月） - 江藤晴香（バイオリニスト）役
- 金曜プレステージ　白衣の天使は見た・外科病棟殺人事件カルテ（2008年12月12日、フジテレビ） - 黒田美久 役
- 木曜ナイトドラマ LOVE GAME 第4話（2009年5月、日本テレビ） - 桜井恭子 役
- 海賊戦隊ゴーカイジャー 第31・32話（2011年9月25日・10月2日、テレビ朝日） - 丸尾桃 役
- 水曜ミステリー9（テレビ東京）
  - トラベルライター青木亜木子2（2014年1月15日） - 安藤潤子 役
  - お助け司法書士! 会津若松“後妻業”殺人〜遺産トラブル編〜（2015年12月9日） - 町田千草 役
- 正直不動産2 第3話（2024年1月23日、NHK総合） - 筒井 役

### 映画
- 超力戦隊オーレンジャー（1995年） - 丸尾桃 / オーピンク 役
- 東京龍 TOKYO DRAGON（1997年、エースピクチャーズ）
- シャ乱Qの演歌の花道（1997年、東宝） - 真由美 役
- 悪名 AKUMYOH（2001年、イップ・エンターテイメント） - お絹 役 ※DVD題：悪名〜蘇る大和魂〜
- 自殺サークル（2001年、アースライズ） - 川口陽子 役
- ピカレスク 人間失格（2002年） - 戸山初枝 役
- ミスター・ルーキー（2002年、東宝） - 椎橋純子 役
- 釣りバカ日誌シリーズ（松竹）
  - 釣りバカ日誌13 ハマちゃん危機一髪!（2002年） - 鯛子 役
  - 釣りバカ日誌14 お遍路大パニック!（2003年） - 鮎美 役
  - 釣りバカ日誌15 ハマちゃんに明日はない!?（2004年） - 鯛子 役
- 銃声 LAST DROP OF BLOOD（2003年） - 佐久間瞳 役
- デコトラの鷲 祭りばやし（2003年）※友情出演
  - 新 デコトラのシュウ 鷲（2019年2月19日） - 飛田美里 役
- ゴジラ FINAL WARS（2004年、東宝） - 東京の恋人たち・女 役[5]
- いらっしゃいませ、患者さま。 - ストリッパー役
- ヅラ刑事（2006年、トルネード・フィルム） - ある女役で特別出演
- incubator 〜絶体絶命、それがチャンス!〜（監督：大草郁夫）
- ブラブラバンバン（2008年、トルネード・フィルム、監督：草野陽花） - 合唱部顧問 役
- 希望ヶ丘夫婦戦争（2009年、BIO-TIDE） - 猫田弘子 役
- 刺青 匂ひ月のごとく（2009年） - 藤堂陽花 役
- ハンドメイドエンジェル（2010年、マジカル） - 板倉優 役
- 蠢動 -しゅんどう-（2013年、監督：三上康雄） - 香川由紀 役
- クラッキングライフ（2014年、監督：中川究矢）
- シェリー（2014年、監督：笠原正夫）
- 東京ボーイズコレクション 〜エピソード1〜 前編（2016年）[15]
- 白鳥麗子でございます! THE MOVIE（2016年、監督：久万真路） - 白鳥華子 役
- 空と海のあいだ（2017年5月6日、監督：南柱根） - 堀江陽子 役
- 横浜見聞伝スター☆ジャン Episode:Final（2018年、監督：MOKU） - 星乃涙（ルイ） 役
  - スター☆ジャン川・奈（序）（2023年4月） - 川（セン） 役
  - スター☆ジャン川・奈（終）（2023年12月） - 川（セン） 役
- 9 〜ナイン〜（2018年2月17日、MIRAI） - 田山静江 役[16]
- 世界から希望が消えたなら。（2019年10月18日、監督：赤羽博） - 御祖磯子 役[17]
- 空と山と緑〜遥かなる旅路〜（2022年6月3日、監督：柿崎ゆうじ）

### WEBドラマ
- ラブ・コレ2 東京Love Collection（2006年、GyaO） - 観音寺真紀 役
- 筒井康隆劇場 エロティックな総理（2006年、GyaO）

### オリジナルビデオ
- 超力戦隊オーレンジャー - 丸尾桃 / オーピンク 役
  - 超力戦隊オーレンジャー スーパービデオ 隊員手帳
  - 超力戦隊オーレンジャー スーパービデオ オーレ!超力情報局
  - 超力戦隊オーレンジャー オーレVSカクレンジャー（1996年〈2001年にDVD化〉）
  - 激走戦隊カーレンジャーVSオーレンジャー（1997年〈2001年にDVD化〉）
- 悪名2 〜荒ぶる喧嘩魂〜（2001年） - お絹 役
- 起業士 天馬 3
- 交渉人 堂本零時（2011年、Softgarage、監督：宝来忠昭） - 小雪 役

### テレビ番組
レギュラー
- HIP（テレビ朝日）月曜担当
- オ・ト・ナにして（テレビ朝日）
- めざましテレビ（フジテレビ）『えっ 知らないの〜? って言われたくない』のメインレポーター、1995年ごろ
- 快楽釣美人（1996年、フジテレビ）
- 出動!ミニスカポリス（1996年7月 - 12月、テレビ東京）初代ポリスとして
- 愛の風（1996年、フジテレビ）
- スタミナ天国ターボ（1996年10月 - 1997年3月、フジテレビ）
- タモリの超ボキャブラ天国（1996年10月 - 1997年3月、フジテレビ）
- すっぴんDNA（1997年 - 1998年、日本テレビ）
- おしえてアミーゴ!!（1997年10月 - 1998年3月、TBS）レギュラー解答者
- ギルガメッシュないと（テレビ東京）番組後期の司会。
- 突撃!お笑い風林火山（1997年、フジテレビ）
- クイズ!渡る世間は金ばかり?!（1997年、テレビ朝日）
- グルメな冒険 お願い!リストランテ（テレビ朝日）
- スーパー競馬（1997年 - 2002年、フジテレビ）当初はアシスタント、のちに司会。
- 中央競馬ダイジェスト（フジテレビ）
- うまなりクン（1998年 - 2002年、フジテレビ）
- 王様のブランチ（1998年4月 - 2003年3月、TBS）司会
- ナンバー12・熱血サッカー宣言（1998年、テレビ東京）
- 新・真夜中の王国（NHK-BS2）パーソナリティを務める。
- ガチンコ!（1999年、TBS）初期の半年間のみ登場。
- ソングライトSHOW!!（1999年10月 - 2000年3月、テレビ東京）
- おんなじ穴（2001年、関西テレビ）
- お金の達人（2001年1月 - 2002年3月、テレビ東京）
- 愛のエプロン3（2002年11月 - 2004年、テレビ朝日）
- 壮絶バトル!花の芸能界（2003年、日本テレビ）
- ロシア語会話（2004年度、NHK教育テレビ） - 生徒 役
- 銀玉王（2005年 - 、テレビ神奈川）「リーチボーイズ」として交替で不定期出演。
- ジャンバリ荘（2008年4月8日 - 6月24日、テレビ愛知）
- CATVネットワーク 〜すばらしき私の街〜（2010年 - 2011年9月、NHKBS2→NHKBSプレミアム）司会
- 老い愛で子さんのご自愛ください。〜ポジティブエイジングメソッド〜（2016年6月、テレビ東京） - 天真卵子先輩 役[18]
- 待機!無理スカポリス（2017年6月9日 - 2018年12月21日、Kawaiian TV）
- はなきんイイね!（2019年、テレビ神奈川）
- 石田純一・さとう珠緒のカタカナ英会話（2020年3月11日 - 4月29日、千葉テレビ放送）
- 競輪LIVE!チャリロトよしもと（2022年3月 - 9月、BSよしもと）※金曜日のみ

### インターネット番組
- コイカツ 恋愛ノウハウトークライブvol.2（マシェバラ、2010年5月28日）

### ラジオ
- 明石家さんまのG1グルーパー（1996年10月 - 1997年1月、TOKYO FM・JFN系列）
- 一撃!ネオ・ラ・ジオ（MBSラジオ）
- オレたちやってま〜す水曜日（MBSラジオ）
- さとう珠緒 ご機嫌なくちびる（TBSラジオ）
- PG2 presents Keep on Smile（2019年4月 - 12月 、FMヨコハマ）

### テレビアニメ
- こちら葛飾区亀有公園前派出所「両津VS泣き虫アイドル!? 日本1周大すごろくゲーム!!」（2005年3月27日） - くるみ 役[19]
- 少年アシベ GO! GO! ゴマちゃん （2017年10月10日、2018年7月10日、2019年11月5日） - 尾又たまお 役

### 劇場アニメ
- ピカチュウたんけんたい（1999年、東宝映画） - ナレーター

### ゲーム
- ザ・キング・オブ・ファイターズ'96（1996年、SNK） - 麻宮アテナ 役[4]
- 100万人のWinning Post（2014年、コーエーテクモゲームス） - 秘書 役・騎手 役
  - 100万人のWinning Post Special（2014年、コーエーテクモゲームス） - 秘書 役・騎手 役

### 吹き替え
- 聖石傳説（2000年、台湾映画） - 如冰（るーびん） 役
- イルマーレ（松竹、韓国映画） - ウンジュ（チョン・ジヒョン） 役
- とび★うおーず（2001年、デンマーク、アニメ） - ステラ 役

### 舞台
- ある豊かな生活 〜29歳の女たち vol.5〜（2002年、銀座博品館劇場）
- 一郎ちゃんがいく。（銀座博品館劇場）
- しあわせになろうね（2009年、俳優座劇場）
- 現代狂言Ⅳ〜狂言とコントが結婚したら〜（2010年2月、あうるすぽっと）
- 僕のマリィ（2010年10月、池袋シアターKASSAI）
- 帰ってきた蛍〜神々のたそがれ〜（2010年7月、草月ホール）
  - 帰ってきた蛍〜慟哭の詩〜（2012年6月前進座劇場、7月長岡市立劇場大ホール）
  - 帰ってきた蛍〜蒼空の神々〜（2014年6月 - 7月、俳優座劇場）
  - 帰ってきた蛍〜未来への伝言〜（2015年6月、俳優座劇場）
  - 帰ってきた蛍〜天空の誓い〜（2017年10月、俳優座劇場）
  - 帰ってきた蛍〜令和への伝承〜（2022年7月、俳優座劇場）
  - 帰ってきた蛍〜永遠の言ノ葉〜（2024年6月、俳優座劇場）
- 奇々怪々〜老ノ坂のもののけ達〜（2013年10月、六行会ホール）
  - 奇々怪々〜江戸の千本もみじ〜（2016年11月、俳優座劇場）
  - 奇々怪々〜箱根しだれ桜〜（2019年、中目黒キンケロ・シアター）
- 手をつないでかえろうよ〜シャングリラの向こうで〜（2014年、東京芸術劇場シアターイースト 他）
- 愛愛愛の愛（2017年2月、シアターグリーン BIG TREE THEATER）
- トワイライトムーン（2018年、中目黒キンケロ・シアター）

### CM
- FET極東「ソナックス カーワックス」
- ハウス食品「すきやねん」
- ゴールドパック「フルーツ&キャロット」
- ラオックス
- 旭松食品「なっとういち」
- 千寿製薬「マイティアCL」、「マイティア イージーS」
- 吉野家
- 昭和シェル石油「Xカード」
- サントリー「NEW OLD サマーブレンド」
- アスキー「ダービースタリオン（プレイステーション版）」
- アプラス「アプラスカード」
- ネスレ「缶コーヒー サンタマルタ」
- アートネイチャー
- 明星食品「カップめん お千代の秘密」
- NTT「ポケベル」
- セーブオン「コンビニエンスストア」
- 日本損保協会「自動車 自賠責加入告知」
- 富士通「FMV」
- ライオン「Q'S DAY」
- 亀田製菓「うす焼きせんべい」
- 大塚化学「これと」
- INAX「エコカラット」、「i-bath」
- ソフマップ
- インターネット博覧会
- 西原物産
- 湘南美容外科クリニック
- DMM.com（2015年8月 - ）[20]
- ナチュラルガーデン「ナタデウォッシュ」 - 小沢真珠と共演
- コスメディ製薬「クオニスダーマフィラー」

### ミュージッククリップ
- 山下達郎「DREAMING GIRL」（1996年、イーストウエスト・ジャパン/スマイルカンパニー）

### その他
- 大井火力発電所PV
- 声優だぁーい好き ビデオスペシャル（1996年4月、メディア・レモラス）

## 作品

### CD
- 不機嫌なくちびる/ハッピーマニア（1997年8月16日、BMGビクター） - 「ハッピーマニア」は『MAZE☆爆熱時空』後期ED
- TOKYOムーランルージュ/粉雪もとかすKISS（1997年12月17日、RCAアリオラジャパン）
- DOLCE VITA/Petit Prelude （1998年4月22日、RCAアリオラジャパン）アートネイチャーCMソング

### ビデオ
- シークレット・オブ・ピンク（リーガル出版）
- FLOWER（ピコレーベル）
- さとう珠緒（スコラ）
- Thank You（ピコレーベル）

### DVD
- mana （1996年、ポニーキャニオン）
- 月刊 さとう珠緒 〜娼女の空〜（2004年、イーネット・フロンティア）

### その他
- 2001年にコンピュータパーツメーカーのAOpenから、さとう珠緒のボイスや顔写真が内蔵された「AX4BS PRO まいえんじぇる」というPentium 4用マザーボードが発売された。パソコンの起動時にさとう珠緒のフルカラー写真が必ず全画面に表示されたり、エラー発生時にさとう珠緒のボイスで警告してくれるという特徴があった。このマザーボードは、一部の自作PCユーザーの間で話題になり、インプレスのサイトで2001年に実施された「アキバで見つけた変なモノ大賞」で、2位を獲得した。

## 書籍
- るきでずらなか（2002年、小学館）
- たまてらぴ（2003年、ソニー・マガジンズ）
- 超教養（2007年、メディアファクトリー）

### 写真集
- オムニバス写真集「舞い降りた天使たち2」（1992年、英知出版）
- オーレンジャー・ビーファイターヒロイン 写真集（1996年、徳間書店）
- Honey Lips （1996年、竹書房）
- L'amant （1997年、スコラ）
- privacy （1998年、白泉社）
- 月刊 さとう珠緒（2001年、新潮社）
- ASAHI PRESS volume 3（2001年、朝日出版社）
- 月刊 さとう珠緒 Special（2004年、新潮社）